# اسماعیل کهرم
اسماعیل کهرم بوم‌شناس و فعال محیط زیست ایرانی و مشاور رئیس سازمان حفاظت محیط زیست در امور محیط طبیعی بوده است.

## زندگی
از جمله سوابق علمی و اجرایی کهرم می‌توان به تدریس در دانشگاه‌ها و مراکز آموزشی از جمله دانشگاه علامه طباطبائی تهران، دانشگاه تهران و دانشگاه آزاد اسلامی، مشاور امور کشاورزی در وزارت کشاورزی و بانک مرکزی جمهوری اسلامی ایران، مدیر دفتر حیات وحش سازمان حفاظت محیط زیست ایران، مشاور خصوصی محیط زیست در ایران و انگلستان، ناظر پروژه‌های بوم‌شناسی در نقاط مختلف ایران و انگلستان، ناظر پروژه‌های پیشنهاد UNDP , GEF و … با همکاری سازمان حفاظت محیط زیست در ایران، اجرای برنامه‌های متعدد محیط زیستی در شبکه‌های مختلف رادیویی و تلویزیونی داخلی و خارجی از جمله بی‌بی‌سی، سی ان ان و … اشاره کرد.
وی همچنین در فیلم سینمایی به رنگ ارغوان به کارگردانی ابراهیم حاتمی کیا در نقش استاد محیط زیست، ایفای نقش کرده است.

## سوابق تحصیلی
- کارشناسی کشاورزی از دانشگاه شیراز (۱۹۷۰)
- دیپلم مدیریت شکاربانی از انگلستان (۱۹۷۴)
- کارشناسی ارشد بوم‌شناسی از دانشگاه آبردین انگلستان (۱۹۸۱)
- دکترای بوم‌شناسی از دانشگاه ولز (۱۹۸۷)

## آثار
وی علاوه بر انتشار ده‌ها مقاله علمی، واجد آثار تألیفی و ترجمه‌ای در زمینه بوم‌شناسی و محیط زیست نیز می‌باشد که عناوین کتب منتشر شده وی به شرح زیر است:
- شیر و غزال (تألیف)
- اکوتوریسم (اکولوژی، فعالیت‌های تفریحی و صنعت جهانگردی) (ترجمه)
- زندگی و مرگ دایناسورها (تألیف)
- کوسه‌ها و انسانها: آشنایی با کوسه‌ها و بررسی علل حمله به انسان (تألیف)
- بوم‌شناسی و برنامه‌ریزی محیط زیست (ترجمه)
- مزایای تالاب (ترجمه)
- حیات وحش خانه ما (تألیف)

## عضویت در سازمان‌ها و مجامع
- عضو انجمن سلطنتی حفاظت از پرندگان (RSPB)
- عضو صندوق جهانی طبیعت (WWF)
- عضو انجمن پرنده نگری کاردیف - ولز
- عضو هیئت تحریریه آوای سبز
- عضو مؤسسه مطالعات ایران‌شناسی بریتانیا (لندن)
- عضو انجمن سلطنتی انگلستان - بخش آسیایی (لندن)
- عضو باشگاه هنرمندان و نویسندگان تهران
- عضو کانون شکار و طبیعت ایران

### مشاور رئیس سازمان حفاظت محیط زیست
در اول مهر ۱۳۹۲ طی حکمی از سوی معصومه ابتکار رئیس سازمان حفاظت محیط زیست، به سمت مشاور رئیس سازمان حفاظت محیط زیست در امور محیط طبیعی این سازمان منصوب شد. وی هم‌اکنون به عنوان همکار پژوهشی در پژوهشگاه مهندسی بحرانهای طبیعی مشغول تدریس و انجام پروژه‌های تحقیقاتی می‌باشد.

#### اظهارنظرها
«اسماعیل کهرم» در واکنش به بودن «سید حسن هاشمی» وزیر بهداشت و نبود «معصومه ابتکار» رئیس سازمان محیط‌زیست در رابطه با ریز گردها در برهه‌ای از زمان در خوزستان بازگو کرد: هر جا که عکس و دوربین باشد آقای هاشمی نیز حضور دارد. این مشاور رئیس سازمان حفاظت محیط‌زیست در پیوستگی بابیان اینکه هاشمی (وزیر بهداشت) نخود هر آشی است، گفت: بنده حدس می‌زنم دخالت هاشمی موجب شده تا ابتکار از رفتن به خوزستان امتناع کند. او در این رابطه اظهار داشت: سؤال اینجاست که آیا نتیجه حضور وزیر بهداشت به خوزستان غیر از شوی رسانه‌ای چیز دیگری بود؟ او بابیان اینکه، آیا وزیر بهداشت تفاوت میان بیابان و کویر را می‌داند؟ گفت: «هاشمی» متخصص چشم است بر همین اساس دلیلی ندارد که وی به عراق برای رفع معضل ریز گردها سفر کند. باید ابتکار و جمعی از کارشناسان به این سفر بروند.
وی بعدها در این وابستگی و دربارهٔ گفتگو منتشرشده از وی به‌وسیلهٔ خبرگزاری فارس مبنی بر اینکه وزیر بهداشت خود را نخود هر آشی نکند گفت، بنده در زمان مصاحبه همچین حرفی نزده‌ام و پس از خداحافظی گفتم آقای هاشمی خود را نخود هر آشی می‌کند، بعد این خبرنگار بی‌انصاف که نمونه‌اش در هیچ جای دنیا وجود ندارد، همین گفته من را تیتر اصلی خبرش قرار داد که نتیجه‌اش می‌شود اینکه من دیگر با این رسانه صحبت نکنم.